# Dactylifera australiensis
Dactylifera australiensis — вид грибів, що належить до монотипового роду  Dactylifera.